# フロンティアブレーン (アニメポケットモンスター)
フロンティアブレーンは、アニメ『ポケットモンスター』シリーズに登場する施設「バトルフロンティア」の責任者。エニシダ曰く「キクコさんにも負けないくらい強いトレーナーもいる」らしい。
ここでは『テレビアニメ第1シリーズ』から『めざせポケモンマスター』までのアニメシリーズのフロンティアブレーンについて記述する。

## 凡例
記載されている略号
- 1.『ポケットモンスター（無印）』 - 《PM》（無印、平成無印、1997年版、第1シリーズ、平成版）[1]：カントー地方編 - 《KT》、オレンジ諸島編 - 《OS》、ジョウト地方編 - 《JT》
- 2.『ポケットモンスター アドバンスジェネレーション』 - 《AG》：ホウエン地方編 - 《HT》、バトルフロンティア編 - 《BF》
- 3.『ポケットモンスター ダイヤモンド&パール』 - 《DP》
- 4.『ポケットモンスター ベストウイッシュ』 - 《BW》
  - シーズン1『ポケットモンスター ベストウイッシュ』 - 《BW》
  - シーズン2『ポケットモンスター ベストウイッシュ シーズン2』 - 《BW2》：エピソードN - 《BW2N》、デコロラアドベンチャー - 《DA》
- 5.『ポケットモンスター XY』 - 《XY》
  - シーズン1『ポケットモンスター XY』 - 《XY》
  - シーズン2『ポケットモンスター XY&Z』 - 《XY&Z》
- 6.『ポケットモンスター サン&ムーン』 - 《SM》
- 7.『ポケットモンスター（新無印）』 - 《PM2》（新無印、令和無印第1作、2019年版、第7シリーズ）
  - シーズン1『ポケットモンスター』 - 《PM2》
  - シーズン2『ポケットモンスター めざせポケモンマスター』 - 《MPM》
- 8.『ポケットモンスター（リコとロイ編）』 - 《LR》（リコとロイ編、令和無印第2作、2023年版、第8シリーズ）
  - シーズン1『ポケットモンスター リコとロイの旅立ち』 - 《LR1》
  - シーズン2『ポケットモンスター テラパゴスのかがやき』 - 《LR2》
  - シーズン3『ポケットモンスター テラスタルデビュー』 - 《LR3》
- 『ポケットモンスター サイドストーリー』 - 《SS》
- 『ポケットモンスター（劇場版）』 - 《MV》
- 『ポケットモンスター（OVA）』 - 《OA》（機内上映向け作品を含む場合がある）

## フロンティアブレーン一覧
ダツラ
声 - 檜山修之
登場時期：BF
バトルファクトリーのファクトリーヘッド。サトシが最初に対戦したフロンティアブレーン。
広大な敷地に多数のポケモンを飼育している。機械発明が趣味で、使用する飛行機はかなり旧式。スギオ（声 - 梯篤司）という弟子がいるが、スギオからは遊んでいると思われており、ダツラとしては遊びではなく趣味だというが、「どう違うんですか」という反論をされている。伝説のポケモンのフリーザーとは友達で、ゲットはしていないがバトルファクトリーによく遊びに来て、言うことを聞く。ダツラが飛行中、怪我をしたフリーザーを助けたのが知り合うきっかけである。
ダツラが使用するポケモンは挑戦者が選ぶことができる。選ばれたフリーザーと共にサトシのリザードンと戦い、サトシを苦戦させるも敗北した。
友達のポケモン
フリーザー
声 - 小西克幸
技：れいとうビーム、みずのはどう、はがねのつばさ、しろいきり
作中サトシが初めて公式戦で戦った伝説のポケモン。「しろいきり」で視界をさえぎったり、「れいとうビーム」で翼を凍らせ素早さを鈍らせたりといった多彩な戦法や効果抜群の「みずのはどう」でリザードンを苦しめたが、とどめに放った「はがねのつばさ」を受け止められ「ちきゅうなげ」を受け敗れる。バトル後は、ダツラと再会の約束をし野生へ帰って行った。
AG第189話ではサトシのリザードンのバトルの回想シーンで登場している。BW2のエピソードNでも回想シーンで登場。
主な所有ポケモン
- ゴルダック
- サイドン
- カイリキー
- フシギバナ
- サンドパン
- サイホーン
- キノガッサ
- ライボルト
- カイロス
- バクーダ
- コドラ
- ナックラー

この他にも多数のポケモンを所有している。

コゴミ
声 - 小林沙苗
登場時期：BF
バトルアリーナのアリーナキャプテン。格闘ポケモンの使い手。
情熱的な性格で、「おっす!」が掛け声。バトルアリーナは道場でもあり、弟子が大勢いる。同じ格闘タイプポケモン使いであるタンバジムジムリーダーのシジマや、ムロジムジムリーダーのトウキを尊敬している。サトシと2対2のバトルを行い、苦戦させるが敗れる。
手持ちポケモン
ハリテヤマ
声 - 石塚運昇
技：つっぱり、きあいパンチ
ジュプトルの「タネマシンガン」を「つっぱり」で弾き接近したジュプトルに「つっぱり」でダメージを与え、ジュプトルの「でんこうせっか」で背後に回られ背後からの「リーフブレード」を受けるも「きあいパンチ」を食らわし下すが、カビゴンに攻撃をかわされ拳を痛めた隙に「れいとうパンチ」を受け敗れた。
チャーレム
声 - 林原めぐみ
技：きあいパンチ、とびひざげり、れいとうパンチ
「まもる」で防御しているカビゴンに「きあいパンチ」や「とびひざげり」を食らわせたり、「れいとうパンチ」でカビゴンを凍らせたり、「ねむる」で回復するカビゴンを「きあいパンチ」でダメージを与えたりと終始優位に戦い、「はかいこうせん」をかわされ反動で動けないカビゴンに連続で「きあいパンチ」を食らわせ勝負あったかに見えたがカビゴンが地面に向かって「はかいこうせん」を発射しジャンプし上空からの勢いをつけた「のしかかり」に敗れる。
エニシダの台詞によると、この他にもポケモンを持っている模様。

ヒース
声 - 三宅健太
登場時期：BF
バトルドームのドームスーパースター。著名なエンターティナー。
優れた戦略家であり、口癖は「いいねぇ素敵だねぇ」。相手の実力を引き出しつつそれを上回ることを得意とし、サトシを大苦戦させるも敗れる。
手持ちポケモン
ウインディ
声 - 佐藤智恵
技：しんそく、かえんほうしゃ、だいもんじ、つばめがえし
オオスバメよりも素早く、「しんそく」や「つばめがえし」といった素早さが高い技を使う。「かえんほうしゃ」を「だいもんじ」に変化させることができる。最後は「だいもんじ」に「バブルこうせん」を当てることにより発生した水蒸気で視界とコンビネーションを封じられ、更にはコンビネーションの欠点（二体同時に動く事）を利用し自由に動けない空中へと誘導され体勢を立て直している隙に、ヘイガニの「クラブハンマー」で倒れた。
ラグラージ
声 - 坂口候一
技：マッドショット、みずでっぽう、まもる、ばくれつパンチ、みずのはどう
「マッドショット」や「ばくれつパンチ」等の強力な技を持っており、ヘイガニと互角以上の戦いを見せた。「まもる」を使うことでウインディを相手の攻撃から守る。最後はウィンディと同様に「だいもんじ」に「バブルこうせん」を当てることにより発生した水蒸気で視界とコンビネーションを封じられ、更にはコンビネーションの欠点（二体同時に動く事）を利用し自由に動けない空中へと誘導され体勢を立て直している隙に、オオスバメの「つばめがえし」で倒れた。
ダブルバトルでウインディとラグラージを同時に使う場合は、「だいもんじ」と「みずのはどう」の合体技、「炎と水のフュージョン」を使用し、後にハルカもこの戦法を使用するきっかけにもなった。

アザミ
声 - 田中敦子
登場時期：BF
バトルチューブのチューブクイーン。姉御肌のクールビューティーで、高いカリスマ性の持ち主。
イバラ（声 - 斉木美帆）をはじめとする弟子が何人もいる。ポケモンたちに防御技を覚えさせない攻撃一本槍のバトルスタイル。サトシと2対2のバトルを行い、苦戦させるも敗れる。
「優しげ」という理由で細い目が好きらしく、細目であるタケシに一目惚れした。また、家には多数の細目のポケモンがいる。
ポケモンを出すときの掛け声は「○○、行ってもらいます!」。
手持ちポケモン
ハブネーク
声 - 林原めぐみ
技：ポイズンテール、かえんほうしゃ、かみつく
攻撃ではドンファンと互角でドンファンをギリギリまで引き寄せ「かえんほうしゃ」を食らわせたり、水に向かって「ポイズンテール」を放ち水蒸気を発生させ水蒸気に隠れ、水蒸気の中から「かえんほうしゃ」で攻撃したりと優勢に戦ったが「かえんほうしゃ」が出ている場所に「ころがる」を決められ敗れる。
ミロカロス
声 - 佐藤智恵
技：ハイドロポンプ、アイアンテール、たつまき、からげんき
ドンファンを「ハイドロポンプ」の一撃で下し、ピカチュウを「ハイドロポンプ」や「たつまき」で攻撃し、ボルテッカーで麻痺するも状態異常になると威力の増す「からげんき」でピカチュウに大ダメージを与えた上「たつまき」で攻撃したがピカチュウが「たつまき」の中に飛び込み「たつまき」の回転で威力が上がった「ボルテッカー」を受け敗れる。
自宅にはケーシィ、ヒノアラシ、エネコ、カビゴン、マクノシタ、ウリムーがいる。

ウコン
声 - 野沢那智
登場時期：BF
バトルパレスのパレスガーディアン。「自然と共に生きること」を第一に考える隠遁者。
サトシとジュカインが行方不明の時も取り乱さず、バトル中にも休憩してサトシにきのみを渡すなど、焦りを見せない性格。天候や地形など駆使したバトルスタイルでサトシを追い詰めるが、失恋によるスランプから復活したジュカインの奮闘に敗れる。
ポケモンを出すときの掛け声は「出でよ!○○!」。
各国の日本国外名
英語：Spenser
韓国語：ウグン(ハングル：우근)
手持ちポケモン
フシギバナ
声 - 三宅健太
性別 - ♂
技：つるのむち、はっぱカッター、ソーラービーム、たいあたり、あまいかおり（バトル前）
ヘラクロスの「メガホーン」2連発に耐え切り「ソーラービーム」を決め下すが、オオスバメの「かげぶんしん」に惑わされ「でんこうせっか」を受け再び「ソーラービーム」のエネルギーを溜めるも雲により太陽が隠れた為うまくエネルギーが溜まらず「つばめがえし」に敗れる。
ダーテング
声 - 小西克幸
性別 - ♂
技：でんこうせっか、かげぶんしん、シャドーボール、いわくだき
素早さと攻撃はジュカインと互角で「かげぶんしん」で惑わせ「シャドーボール」で滝つぼに落とし「いわくだき」を食らわせるもジュカインが一瞬で滝を上り「はたく」からの「リーフブレード」を食らい敗れる。
ネンドール
声 - 坂口候一
技：こうそくスピン、テレポート、はかいこうせん、サイケこうせん
オオスバメに「こうそくスピン」を食らわせ「はかいこうせん」で勝利し、ジュカインもバトル中降って来た雨やバトルフィールドの岩を含んだ「こうそくスピン」と「サイケこうせん」でダメージを与えたが、とどめの「はかいこうせん」をかわされジュカインがバトル中覚えた「ソーラービーム」を受け敗れる。
ラッキー
性別 - ♀
技：いやしのすず
傷ついたジュカインを「いやしのすず」で回復させた。サトシとのバトルでは使用していない。

リラ
声 - 木村亜希子
登場時期：BF
バトルタワーのタワータイクーン。中性的な容姿の少女で、一人称は「ボク」。年齢が近いサトシからはブレーンの中で唯一対等な口調で会話を使われている。
ポケモンの気持ちを感じ取ることができる能力の持ち主（ただし、相手ポケモンが集団や興奮状態の時は能力が通じない）。バトル中、気持ちが高まると直接声に出さずにポケモンに指示を出すことができる。そのため、エニシダ曰く「フロンティアブレーンの中でも、『ある意味最強』と呼べる実力を発揮する」と評されている。冷静な性格だが、一度動揺すると立て直しが難しくなる。
ポケモンを繰り出す時に言う台詞は「Go! My friend!」。サトシに1度は勝利するが再戦時は敗れる。彼と過ごすうちに恋心が芽生えるものの、サトシが気付くことはなく、想いを伝えることはなかった。
手持ちポケモン
フーディン
声 - 三宅健太
技：サイコキネシス、サイケこうせん、きあいパンチ、じこさいせい
ヘイガニとケンタロスを簡単に下しピカチュウの「10まんボルト」を受けるも、「じこさいせい」で体力を回復し「サイケこうせん」でピカチュウを混乱させるが、「10まんボルト」の威力が「サイケこうせん」の上を行き敗れる。
再戦ではヘイガニに「サイコキネシス」で攻撃するも「バブルこうせん」や「クラブハンマー」を決められるが「サイケこうせん」で混乱させることに成功する。しかしヘイガニが混乱しながらも「クラブハンマー」を決めボールに戻されたことにより混乱が解けたヘイガニの「バブルこうせん」を受け敗れる。
メタグロス
声 - 石塚運昇
技：サイコキネシス、てっぺき、コメットパンチ、はかいこうせん
ピカチュウの「10まんボルト」を「サイコキネシス」で弾き「コメットパンチ」や「はかいこうせん」といった威力の高い技でピカチュウを下したが、再戦ではヘイガニを「コメットパンチ」の一撃で下すがケンタロスの「とっしん」や「つのでつく」でダメージを受け「はかいこうせん」でダメージを与えるも「かげぶんしん」で回避され「つのでつく」でダメージを受け最後は「コメットパンチ」と「とっしん」がぶつかり合い引き分ける。
エーフィ
声 - 林原めぐみ
技：サイコキネシス、でんこうせっか、アイアンテール、でんじほう
素早さと攻撃の両方でピカチュウを上回り「でんじほう」や「サイコキネシス」でピカチュウを攻撃したがピカチュウが天井で「10まんボルト」を使ったことで停電し、ピカチュウの居場所が分からない上エーフィの額の光る玉で居場所が分かってしまい、「でんじほう」も当たらず動揺し冷静さを失い「アイアンテール」と「ボルテッカー」を受け敗れる。

ジンダイ
声 - 小室正幸
登場時期：BF・DP
バトルピラミッドのピラミッドキング。「最強のフロンティアブレーン」と謳われる実力者。
各地を転々とする探検家であり、弟子のソウタロウ（声 - 三戸耕三）と共に空中要塞であるバトルピラミッドで遺跡の調査に回っている。
自他に厳しい性格であり、口癖は「喝!」。バトル後、挑戦者の未熟な部分や足りない部分を指摘し、成長をうながす。一方、ポケモンが危ない時には自分の身を挺して守ろうとするサトシ並みの勇敢さも持つ。サトシやシンジなどのトレーナーに対し、名前でなく「少年」「トレーナー」と呼んでいる。
サトシが地下遺跡に迷い込んだ際、古代ポケランティス王の魂に取り付かれた様子を見てサトシに雑念があることを察し、正式なバトルではないもののサトシに勝利しポケランティス王を封印する。その後、正気を取り戻したサトシに改めて公式戦を直訴された際は、自分の未熟さを受け入れる彼の素直さを見て、心身ともに鍛えなおすことを命じ承諾する。
フェンネル谷で正式なバトルを2度行い、最終的にはサトシの初期メンバー（ピカチュウ、フシギダネ、リザードン、ゼニガメ）との4対4のバトルで敗れる。
過去にはレイジの挑戦も受けているが、完封勝利を収めている(使用ポケモンの数は不明)。その後、DPでキッサキ神殿の調査のためキッサキシティにやってきてサトシと久々に再会した際、シンジに「兄貴ができなかったことをやる」として6対6のフルバトルを申し込まれたが、こちらも完封勝ちしている。
試合後にポケモンハンターJがキッサキ神殿を襲撃したことを知りサトシたちと神殿に駆けつける。Jが無理やり目覚めさせたことにより怒り暴走してしまったレジギガスを鎮め、Jから守るために奮戦した。事件後、破壊された神殿を再建するためキッサキシティに残る事を決める。
手持ちポケモン
レジロック
声 - 小西克幸
技：きあいパンチ、はかいこうせん、でんげきは、でんじほう、ストーンエッジ、てっぺき、ロックオン
ポケランティス王の魂が取り付いていたサトシとのバトルでは、審判を盾に使うなどといった王の卑劣な手段に臆せず「ロックオン」→「はかいこうせん」のコンボでジュカインを下した。サトシとの公式戦には参加しなかったが、レジスチルと共に侵入してきたロケット団を「ロックオン」→「はかいこうせん」で撃退した。
レイジ戦では手持ちポケモンをすべて倒している（ドラピオン以外のポケモンの描写が無いため、倒した数は不明）。シンジ戦ではトップバッターとして登場し、相性が不利なブーバーと交代したハリテヤマに「ストーンエッジ」で攻撃するが相性の関係で大したダメージにならず、「つっぱり」を受けながらも締め付けて「でんげきは」を決め、「はっけい」をかわして「きあいパンチ」を決めて勝利する。続けてエレブーの「かわらわり」を受けながらも耐え、「まもる」で防ぎきれないほどの威力の「ストーンエッジ」を決め、「はかいこうせん」でエレブーを下した。その後「はかいこうせん」の反動で動けなくなるタイミングでレジスチルと交代する。レジアイスを戻した後に再び登場し、痺れて動けないリングマを「ストーンエッジ」の一撃で下し、シンジの最後の一体のブーバー の「かえんほうしゃ」を耐えて「でんげきは」で下し、完封勝利を収める。
レジスチル
声 - 宮下栄治（BF）→古島清孝（DP）
技：きあいパンチ、はかいこうせん、ラスターカノン、アイアンヘッド、メタルクロー、すなあらし、ロックオン、でんじほう
相性の悪いコータス相手に「かえんほうしゃ」や「のしかかり」を食らうも、「でんじほう」や「すなあらし」でコータスの「かえんほうしゃ」を弾き返すなど互角に戦うが「すなあらし」を「ねっぷう」に弾き返され、「すなあらし」と「ねっぷう」が混ざった竜巻に閉じ込められ、竜巻の勢いをつけた「のしかかり」を食らい勝負あったに見えたが「ロックオン」→「でんじほう」のコンボでコータスを下す。その後、レジロック同様、侵入したロケット団を撃退する。
シンジ戦ではエレブー戦終了後に二番手として登場し、相性の悪いブーバーの「かえんほうしゃ」を受けながらも耐え、「おにび」を繰り出す前に「アイアンヘッド」でブーバーを怯ませた。その後出てきたニドキングに「ラスターカノン」を決め、「だいちのちから」→「にどげり」の連続攻撃を受けきり、「10万ボルト」を纏った状態で「アイアンヘッド」を決めて勝利し、レジアイスと交代した。
レジアイス
声 - 宮下栄治（BF）→伊東みやこ（DP）
技：きあいパンチ、はかいこうせん、れいとうビーム、でんじほう、ねむる、ふぶき
「ふぶき」や「れいとうビーム」でフィールドを凍らせ動きやすくした上、「れいとうビーム」で柱を作りピカチュウの動きを封じその隙に「ねむる」で体力を回復する戦法をとったが、ピカチュウが「アイアンテール」で柱を壊し「ボルテッカー」を決められ敗れる。
シンジ戦では三番手として登場し、「てっぺき」で防御したコドラを「れいとうビーム」で凍りつかせて「でんじほう」を食らわせ、攻撃させないままに下した。続いてリングマの「アームハンマー」と「きあいパンチ」のぶつかり合いで互角のパワーを見せつけ、「きあいだま」が発射される直前で「でんじほう」を決めて痺れさせてレジロックと交代した。
サマヨール
声 - 石塚運昇
技：くろいまなざし、あやしいひかり、シャドーパンチ、おにび
「くろいまなざし」で交代できなくし、「あやしいひかり」で混乱させるゴーストタイプらしいトリッキーな戦法を得意とし、サトシがゴーストタイプに効果がない「ちきゅうなげ」の判断ミスもあり、リザードンを「シャドーパンチ」下し、フシギダネも「おにび」のやけどと混乱で翻弄したが、混乱が解けたフシギダネの「やどりぎのタネ」で体力を削られ「ソーラービーム」を受け敗れる。
シンジ戦では手持ちに入れているが、レジロック、レジスチル、レジアイスで勝負を決めたため出番はなかった。
ソルロック
声 - 林原めぐみ
技：ねんりき、ソーラービーム、サイコウェーブ、シャドーボール
「サイコウェーブ」や「ねんりき」といったエスパー技でゼニガメの技をことごとく封じ、ひっくり返って動けないゼニガメに「ソーラービーム」を食らわせ勝利するも、フシギダネも「ねんりき」や「シャドーボール」で攻撃するも「やどりぎのタネ」を受け体力を削られ、最後は両者の「ソーラービーム」がぶつかり合い引き分けとなる。
シンジ戦では手持ちに入れているが、レジロック、レジスチル、レジアイスで勝負を決めたため出番はなかった。
テッカニン
声 - 小西克幸
技：すなかけ、つばめがえし、かげぶんしん、すなあらし
「すなあらし」や「かげぶんしん」で翻弄し、「すなかけ」で目潰しする戦法でゼニガメの視界を奪い、ゼニガメの「ハイドロポンプ」をかわしたが、「ハイドロポンプ」の水がゼニガメの砂を洗い流したことでゼニガメの視界が元に戻り、「ロケットずつき」を決められ敗れる。
シンジ戦では手持ちに入れているが、レジロック、レジスチル、レジアイスで勝負を決めたため出番はなかった。

クロツグ
声 - 檜山修之
シンオウ・バトルフロンティアのバトルタワータワータイクーン。